# Chimère (architecture)
Pour les articles homonymes, voir Chimère.
Une chimère est le nom utilisé en architecture pour décrire une figure fantastique, mythique ou grotesque utilisée à des fins décoratives et dont le nom vient de la chimère. La chimère est souvent incorrectement nommée ou confondue avec la gargouille qui est une figure sculptée, généralement grotesque, présente dans l'art roman et surtout gothique, dont le but précis est l'évacuation des eaux de pluie des toitures.

Quelques exemples
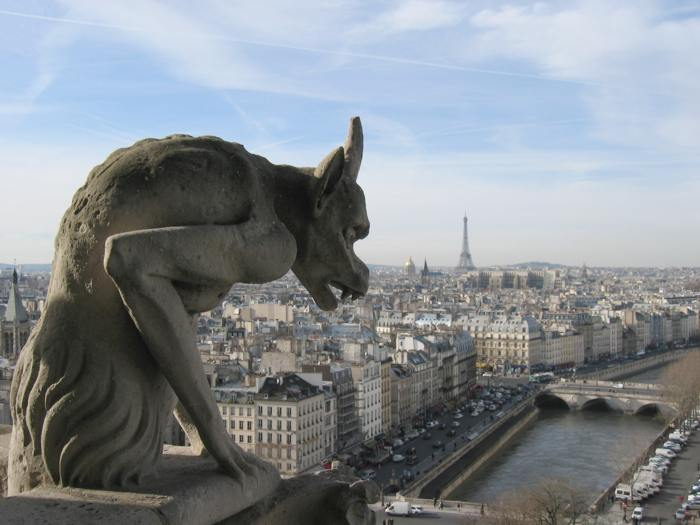
Chimère du XIXe siècle sur Notre-Dame de Paris et conçue par Viollet-le-Duc.
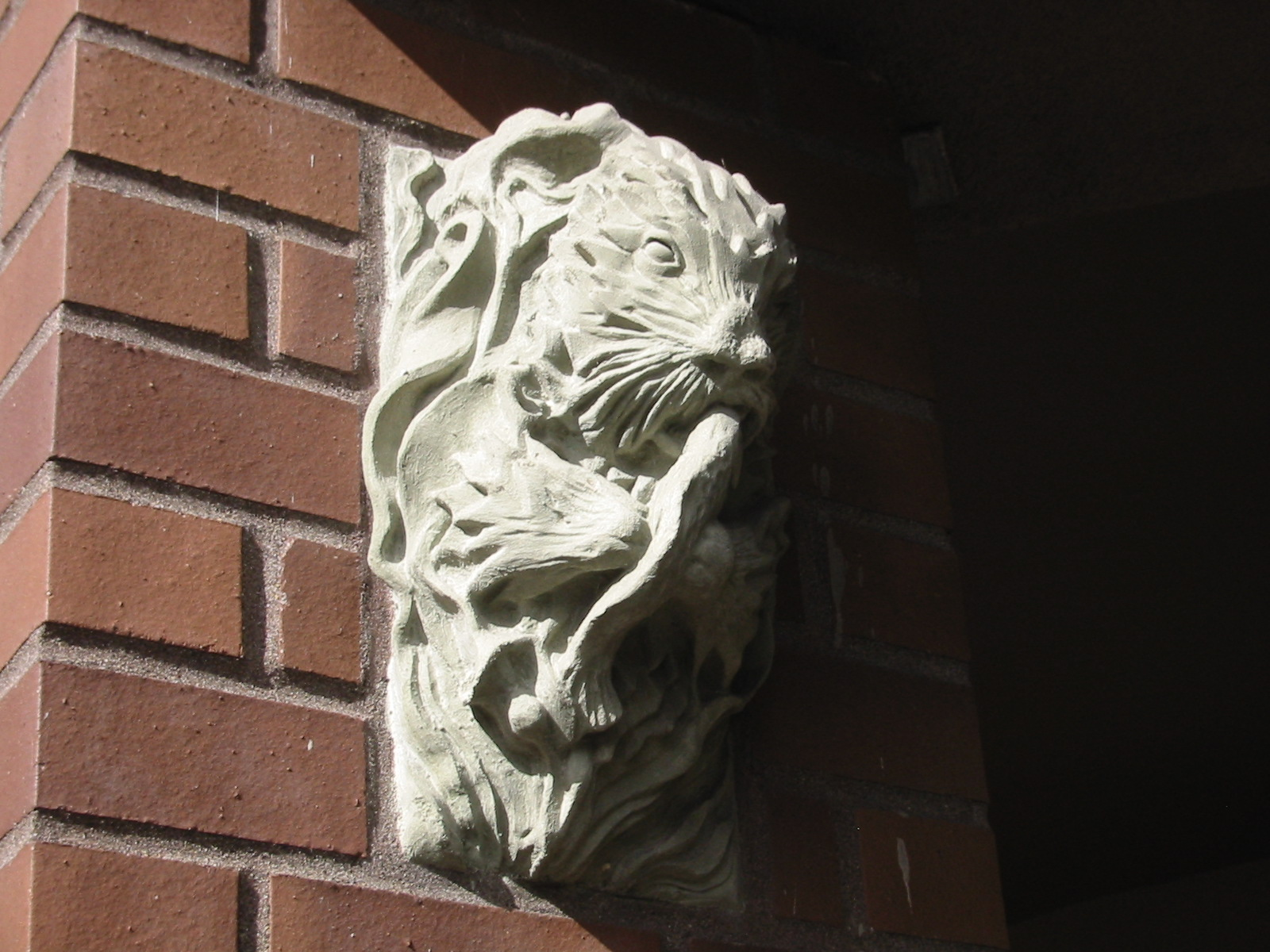
Chimère représentant une loutre, 3rd Avenue North, Edmonds près de Seattle.
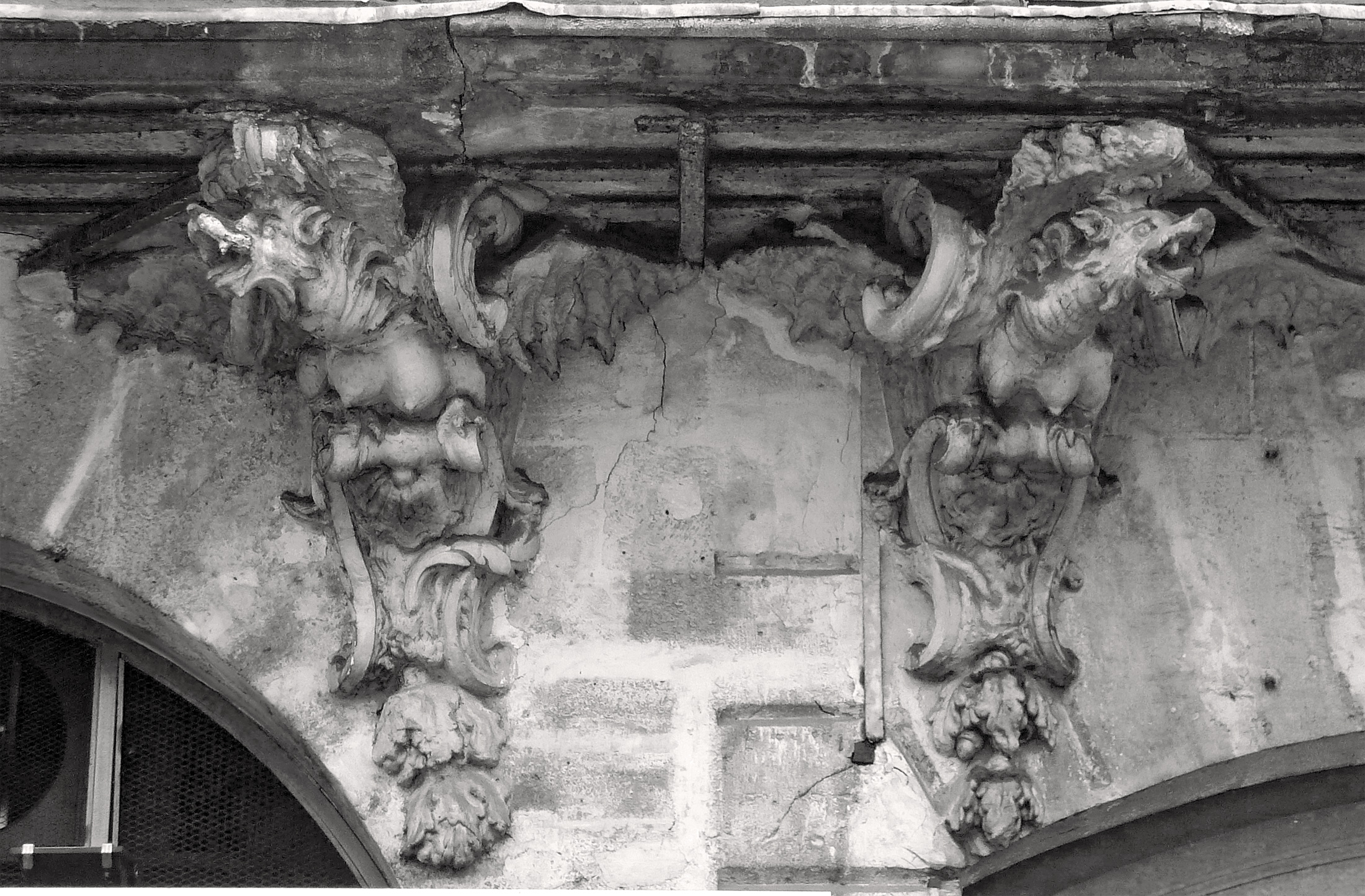
Chimères de la façade du no 133, rue Saint-Antoine à Paris 4e.
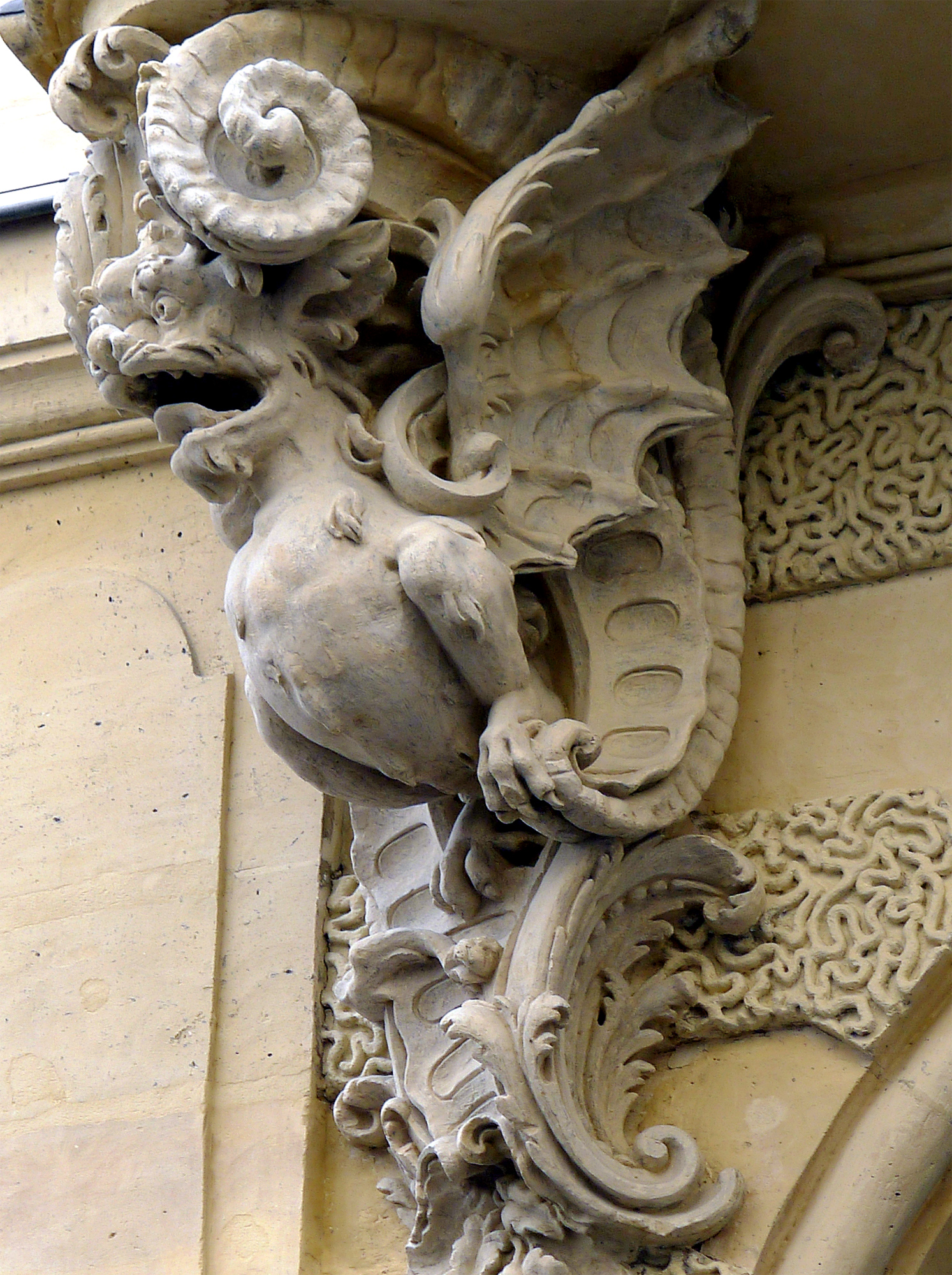
Chimère de la porte d'entrée de l'hôtel de Chenizot  (Paris 4e).
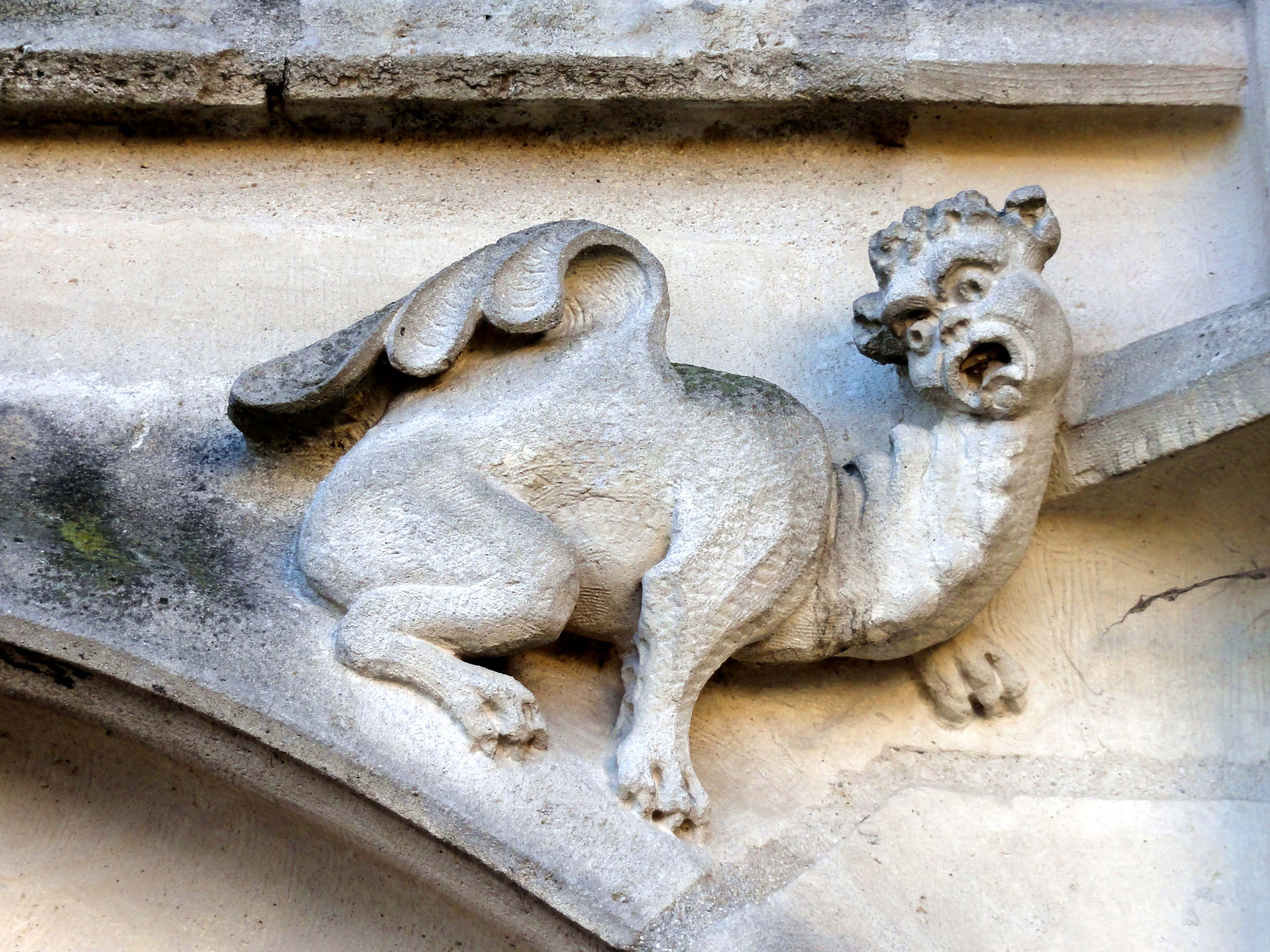
Chimère de l'église Saint-Martin du Mesnil-Amelot.
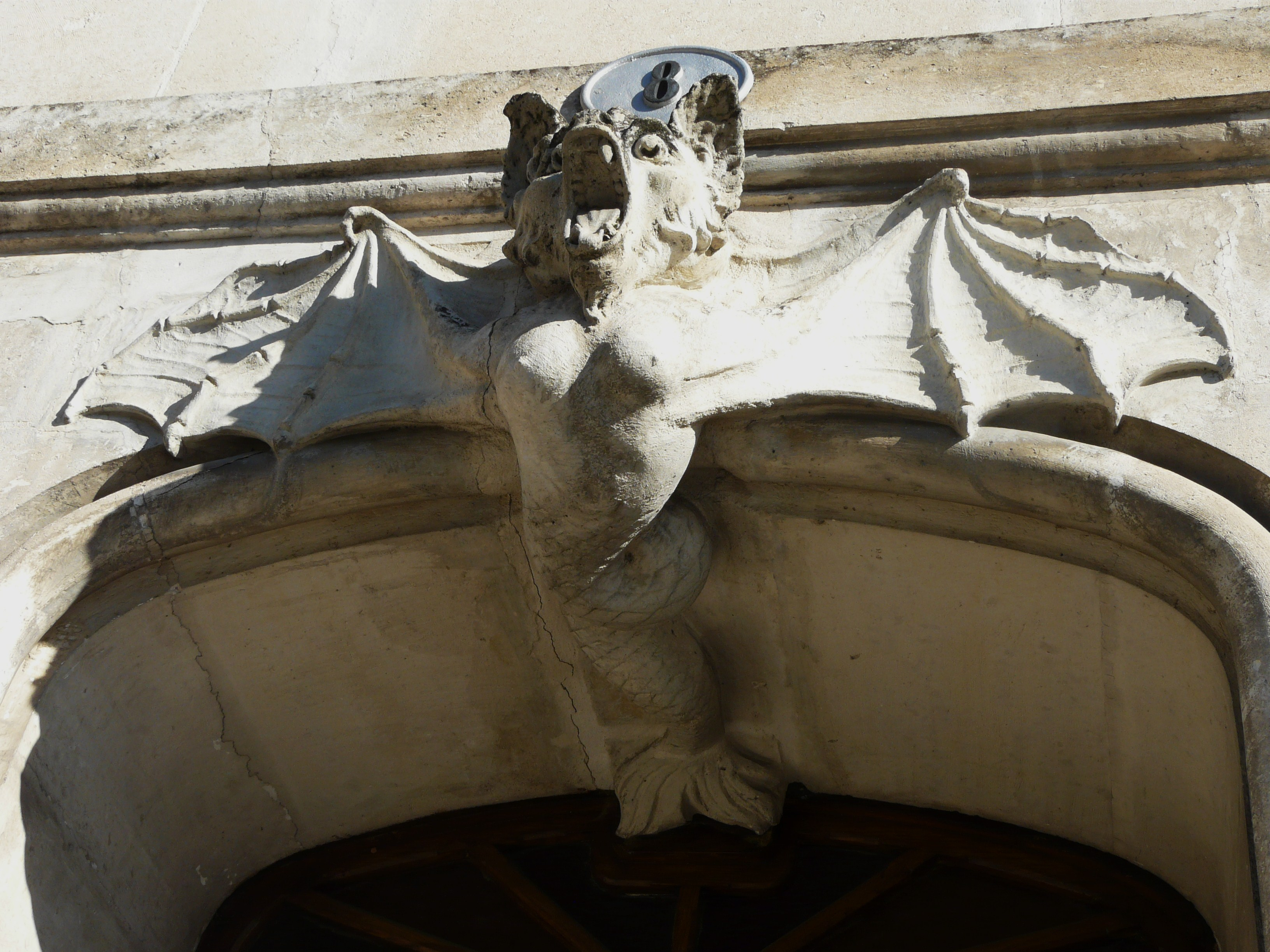
Sculpture mi-chauve-souris mi-sirène, 8 rue Romaine, Périgueux.